# ジョー・ギブス
ジョー・ギブス (Joe Gibbs, 1942年10月14日 - 2008年2月22日, 本名ジョエル・A・ギブソンJoel A. Gibson、モンテゴ・ベイ生まれ）は、ジャマイカのレゲエの音楽プロデューサー。
アメリカで電気技師として過ごした後、キングストンに戻ってテレビ修理店を開き、同じ場所でレコードを売りはじめる。ジャマイカの音楽シーンの成長と共に彼はさらに音楽ビジネスに関わるようになる。1967年、彼は自分の店の裏で2トラックの録音機器を用いて、コクソン・ドッドと縁の切れたリー・ペリーと共に何人かのアーティストの録音を開始する。1968年、バニー・リーの助けを借りて、彼はアマルガメイテッド・レーベルを立ち上げる。1970年のロックステディの終焉までに、彼は多くのロックステディのヒット曲をリリースした。
1970年夏のUKチャートで9位になった、ニッキー・トーマスの「ラヴ・オブ・コモン・ピープル」で、ギブスは完全にレゲエにシフトした。その後はエチオピアンズ、デルロイ・ウィルソン、ヘプトーンズといった有名なアーティストをプロデュースする。
1972年、スタジオを移転させた後には、エンジニアのエロル・トンプソンと仕事をする。この二人のコンビは、レゲエの歴史の中で最も重要なコンビのひとつと言われている。プロフェッショナルズ（ベースはロビー・シェイクスピア、ドラムはスライ・ダンバー、ギターはアール・チナ・スミス）というハウスバンドを擁して、デニス・ブラウンやビッグ・ユースといった大物シンガーのヒットシングルを量産する。
1975年には16トラックのスタジオとレコードプレス工場を所有するようになり、国際的なヒットを数多く生み出した。
1980年代にはJ・C・ロッジの「サムワン・ラブズ・ユー・ハニー」がヒットするが、ギブスは作曲家のチャーリー・プライドに金を払わなかったため訴訟を起こされ負けることになる。ギブスは多額の賠償金を支払えずに、倒産することになる。
1993年には、またジャマイカの音楽シーンに戻り、エロル・トンプソンと再び組んで、新しいヒット曲を出すことを画策していた。